# Sinophora submacula
Sinophora submacula är en insektsart som beskrevs av Metcalf och James Heathman Horton 1934. Sinophora submacula ingår i släktet Sinophora och familjen spottstritar. Inga underarter finns listade i Catalogue of Life.